# Antônio Eliseu Zuqueto
Antônio Eliseu Zuqueto OFMCap. (ur. 29 kwietnia 1928 w Resplendorze, zm. 23 sierpnia 2016) – brazylijski duchowny katolicki, biskup Teixeira de Freitas-Caravelas w latach 1983–2005.

## Życiorys
Święcenia kapłańskie otrzymał 19 marca 1955.
14 marca 1980 papież Jan Paweł II mianował go biskupem pomocniczym Teófilo Otoni ze stolicą tytularną Tela. 8 czerwca tego samego roku z rąk arcybiskupa Carmine Rocco przyjął sakrę biskupią. 18 kwietnia 1983 mianowany biskupem diecezjalnym Teixeira de Freitas-Caravelas. 15 czerwca 2005 ze względu na wiek na ręce papieża Benedykta XVI złożył rezygnację z zajmowanej funkcji.
Zmarł 23 sierpnia 2016.